# Madrid Open 2014

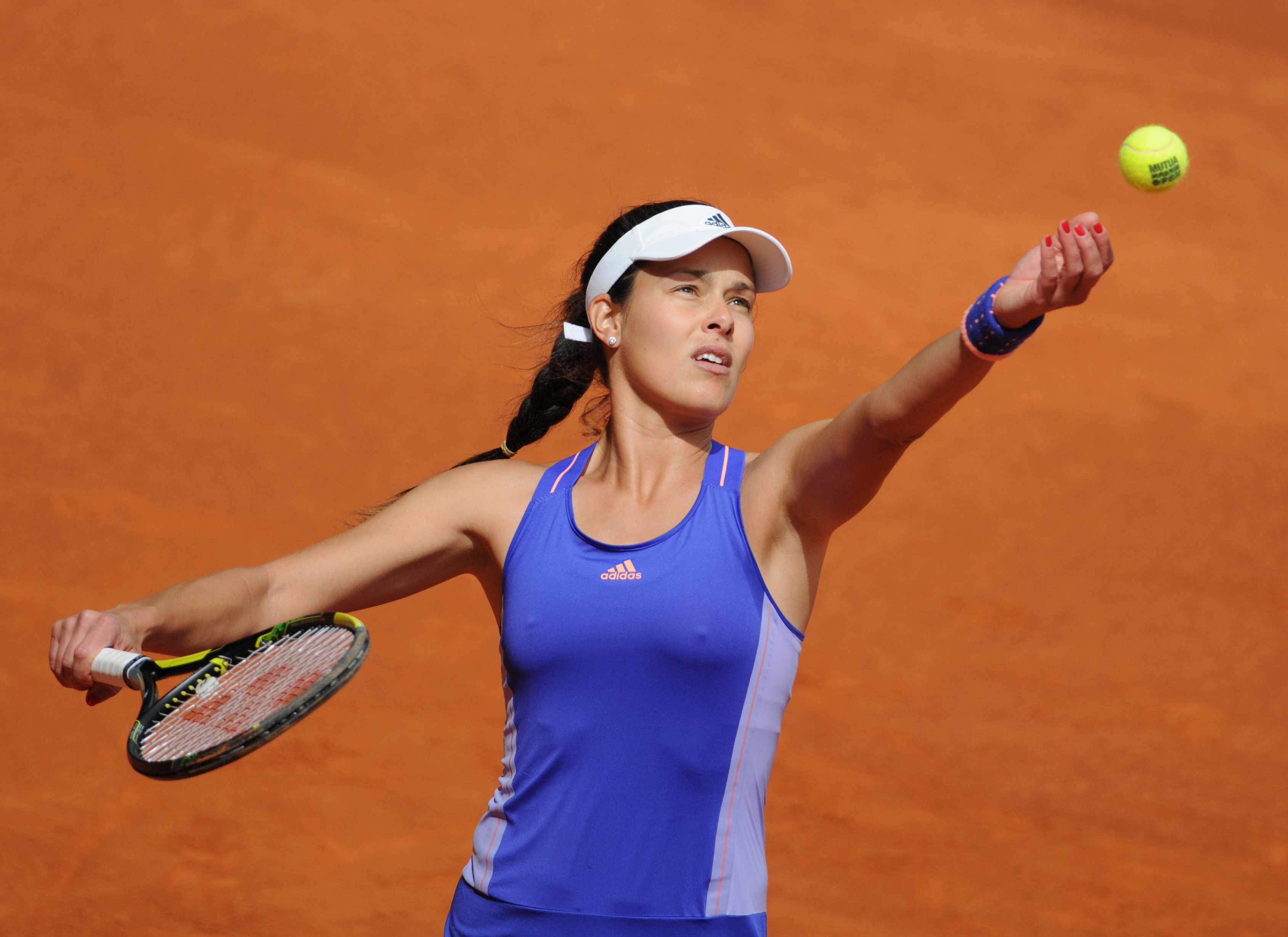
Ana Ivanovic al Madrid Open 2014

Il Madrid Open 2014, ufficialmente Mutua Madrileña Madrid Open 2014 per motivi di sponsorizzazione, è stato un torneo di tennis disputato sulla terra rossa. È stata la 13ª edizione ATP e la 6ª edizione WTA del Madrid Open. Faceva parte della categoria ATP World Tour Masters 1000 nell'ambito dell'ATP World Tour 2014 e dei tornei Premier Mandatory nell'ambito del WTA Tour 2014. Entrambe le competizioni, maschile e femminile, si sono giocate alla Caja Mágica di Madrid, in Spagna, dal 5 all'11 maggio 2014.

## Partecipanti ATP

### Teste di serie
| Nazione     | Giocatore          | Ranking | Testa di serie* |
| ----------- | ------------------ | ------- | --------------- |
| Spagna      | Rafael Nadal       | 1       | 1               |
| Serbia      | Novak Đoković      | 2       | 2               |
| Svizzera    | Stan Wawrinka      | 3       | 3               |
| Svizzera    | Roger Federer      | 4       | 4               |
| Spagna      | David Ferrer       | 5       | 5               |
| Rep. Ceca   | Tomáš Berdych      | 6       | 6               |
| Regno Unito | Andy Murray        | 8       | 7               |
| Canada      | Milos Raonic       | 9       | 8               |
| Stati Uniti | John Isner         | 10      | 9               |
| Giappone    | Kei Nishikori      | 12      | 10              |
| Francia     | Jo-Wilfried Tsonga | 13      | 11              |
| Bulgaria    | Grigor Dimitrov    | 14      | 12              |
| Italia      | Fabio Fognini      | 15      | 13              |
| Germania    | Tommy Haas         | 16      | 14              |
| Russia      | Michail Južnyj     | 17      | 15              |
| Spagna      | Tommy Robredo      | 18      | 16              |

* Teste di serie basate sul ranking al 28 aprile 2014.

### Altri partecipanti
I seguenti giocatori hanno ricevuto una wild card per il tabellone principale:
- Pablo Carreño Busta
- Marius Copil
- Guillermo García López
- Albert Ramos Viñolas

I seguenti giocatori sono passati dalle qualificazioni:

- Santiago Giraldo
- Paul-Henri Mathieu
- Tejmuraz Gabašvili
- Igor Sijsling
- Andrej Golubev
- Benjamin Becker
- Dominic Thiem

I seguenti giocatori sono entrati in tabellone come Lucky Loser:
- Marinko Matosevic
- Łukasz Kubot

## Partecipanti WTA

### Teste di serie
| Nazione     | Giocatrice           | Ranking | Testa di serie* |
| ----------- | -------------------- | ------- | --------------- |
| Stati Uniti | Serena Williams      | 1       | 1               |
| Cina        | Na Li                | 2       | 2               |
| Polonia     | Agnieszka Radwańska  | 3       | 3               |
| Romania     | Simona Halep         | 5       | 4               |
| Rep. Ceca   | Petra Kvitová        | 6       | 5               |
| Serbia      | Jelena Janković      | 7       | 6               |
| Germania    | Angelique Kerber     | 8       | 7               |
| Russia      | Marija Šarapova      | 9       | 8               |
| Slovacchia  | Dominika Cibulková   | 10      | 9               |
| Italia      | Sara Errani          | 11      | 10              |
| Serbia      | Ana Ivanović         | 12      | 11              |
| Italia      | Flavia Pennetta      | 13      | 12              |
| Danimarca   | Caroline Wozniacki   | 14      | 13              |
| Spagna      | Carla Suárez Navarro | 15      | 14              |
| Germania    | Sabine Lisicki       | 16      | 15              |
| Stati Uniti | Sloane Stephens      | 17      | 16              |

* Teste di serie basate sul ranking al 28 aprile 2014.

### Altre partecipanti
Le seguenti giocatrici hanno ricevuto una wild card per il tabellone principale:
- Lara Arruabarrena
- Irina-Camelia Begu
- Anabel Medina Garrigues
- Sílvia Soler Espinosa
- María Teresa Torró Flor

Le seguenti giocatrici sono passate dalle qualificazioni:

- Caroline Garcia
- Monica Niculescu
- Belinda Bencic
- Petra Cetkovská
- Julia Görges
- Karolína Plíšková
- Mariana Duque Mariño
- Kristina Mladenovic

## Punti e montepremi
Il montepremi è di € 4.625.835 per il torneo ATP e € 4.033.254 per il torneo WTA.
| Torneo              | Torneo              | V       | F       | SF      | QF     | 3T     | 2T     | 1T     | Q  | Q3     | Q2    | Q1    |
| Singolare maschile  | Punti               | 1000    | 600     | 360     | 180    | 90     | 45     | 10     | 25 | 0      | 16    | 0     |
| Singolare maschile  | Premi in denaro (€) | 585.800 | 287.225 | 144.560 | 73.510 | 38.170 | 20.125 | 10.865 | –  | 0      | 2.505 | 1.275 |
| Doppio maschile     | Punti               | 1000    | 600     | 360     | 180    | 90     | 0      | –      | –  | –      | –     | –     |
| Doppio maschile     | Premi in denaro (€) | 181.400 | 88.800  | 44.550  | 22.860 | 11.820 | 6.240  | –      | –  | –      | –     | –     |
| Singolare femminile | Punti               | 1000    | 700     | 450     | 250    | 140    | 50     | 5      | 30 | 20     | 1     | –     |
| Singolare femminile | Premi in denaro ($) | 613.000 | 313.000 | 149.500 | 70.000 | 33.000 | 17.500 | 8.750  | 0  | 2.2375 | 1.140 | –     |
| Doppio femminile    | Punti               | 1000    | 700     | 450     | 250    | 140    | 5      | –      | –  | –      | –     | –     |
| Doppio femminile    | Premi in denaro ($) | 199.000 | 100.000 | 45.000  | 18.975 | 9.500  | 5.000  | –      | –  | –      | –     | –     |

## Campioni

### Singolare maschile
Rafael Nadal ha sconfitto in finale  Kei Nishikori per il ritiro di quest'ultimo sul punteggio di 2-6, 6-4, 3-0.
- È il sessantatreesimo titolo in carriera per Nadal, il terzo del 2014 e il quarto titolo a Madrid.

### Singolare femminile
Marija Šarapova ha sconfitto in finale  Simona Halep per 1-6, 6-2, 6-3. 
- È il secondo titolo stagionale per la tennista russa, il trentunesimo in carriera.

### Doppio maschile
Daniel Nestor /  Nenad Zimonjić hanno sconfitto in finale  Bob Bryan /  Mike Bryan per 6-4, 6-2.
- Per la coppia di tennisti, è il secondo titolo stagionale.

### Doppio femminile
Sara Errani /  Roberta Vinci hanno sconfitto in finale  Garbiñe Muguruza /  Carla Suárez Navarro per 6-4, 6-3.
- È il terzo titolo stagionale per le tenniste italiane.